# Iphiaulax jacobsoni
Iphiaulax jacobsoni är en stekelart som beskrevs av Shestakov 1927. Iphiaulax jacobsoni ingår i släktet Iphiaulax och familjen bracksteklar. Inga underarter finns listade i Catalogue of Life.